# Љубавник леди Четерли
Љубавник леди Четерли (енгл. Lady Chatterley's Lover) последњи је роман британског књижевника Д. Х. Лоренса. Нецензурисано издање није званично објављено у Уједињеном Краљевству све до 1960. године, када је било предмет преломног суђења за блуд против издавача Penguin Books, који је добио случај и убрзо продао три милиона примерака. Такође је била забрањена због блуда у САД, Канади, Аустралији, Индији и Јапану.
Постала је озлоглашена због приче о физичком (и емоционалном) односу између мушкарца из радничке класе и жене из више класе, експлицитним описима секса и употребе речи од четири слова која се тада нису могла штампати.

## Радња
Меке смеђе косе и крупних очију, Констанс Четерли је наизглед једноставна девојка која зрачи неком неуобичајеном енергијом. Ипак, дубоко је несрећна, заробљена у улози супруге човека који је из рата изашао као инвалид и у којем сада постоји само празнина безосећајности. Међутим, када се буде нашла у загрљају наочитог ловочувара Оливера Мелорса, усамљеника своје врсте, који у њој не види само предмет жеље, него и младу жену усамљену попут њега, леди Четерли ће се уверити да је ипак могуће уживати у животу и осетити тријумф страсти и задовољства.

## Екранизација
- Љубавник леди Четерли (2015)
- Љубавник леди Четерли (2022)